# 6296 Cleveland
A 6296 Cleveland (ideiglenes jelöléssel 1988 NC) egy kisbolygó a Naprendszerben. Eleanor F. Helin fedezte fel 1988. július 12-én.